# Parijs-Roubaix 1927
De 28e editie van de wielerwedstrijd Parijs-Roubaix werd gereden op 17 april 1927. De wedstrijd was 270 km lang. Van al de deelnemers wisten er 97 de eindstreep te halen. De wedstrijd werd gewonnen door Georges Ronsse.

## Uitslag
| Plaats  | Naam                  | Tijd     |
| ------- | --------------------- | -------- |
| Winnaar | Georges Ronsse        | 8u32’20” |
| 2       | Joseph Curtel         | z.t.     |
| 3       | Charles Pélissier     | z.t.     |
| 4       | Julien Delbecque      | z.t.     |
| 5       | Adelin Benoit         | z.t.     |
| 6       | Romain Bellenger      | z.t.     |
| 7       | René Hamel            | z.t.     |
| 8       | André Verbist         | z.t.     |
| 9       | Léopold-Albert Matton | z.t.     |
| 10      | Alex Maes             | z.t.     |

1896 · 
1897 · 
1898 · 
1899 · 
1900 · 
1901 · 
1902 · 
1903 · 
1904 · 
1905 · 
1906 · 
1907 · 
1908 · 
1909 · 
1910 · 
1911 · 
1912 · 
1913 · 
1914 · 
1915 · 
1916 · 
1917 · 
1918 · 
1919 · 
1920 · 
1921 · 
1922 · 
1923 · 
1924 · 
1925 · 
1926 · 
1927 · 
1928 · 
1929 · 
1930 · 
1931 · 
1932 · 
1933 · 
1934 · 
1935 · 
1936 · 
1937 · 
1938 · 
1939 · 
1940 · 
1941 · 
1942 · 
1943 · 
1944 · 
1945 · 
1946 · 
1947 · 
1948 · 
1949 · 
1950 · 
1951 · 
1952 · 
1953 · 
1954 · 
1955 · 
1956 · 
1957 · 
1958 · 
1959 · 
1960 · 
1961 · 
1962 · 
1963 · 
1964 · 
1965 · 
1966 · 
1967 · 
1968 · 
1969 · 
1970 · 
1971 · 
1972 · 
1973 · 
1974 · 
1975 · 
1976 · 
1977 · 
1978 · 
1979 · 
1980 · 
1981 · 
1982 · 
1983 · 
1984 · 
1985 · 
1986 · 
1987 · 
1988 · 
1989 · 
1990 · 
1991 · 
1992 · 
1993 · 
1994 · 
1995 · 
1996 · 
1997 · 
1998 · 
1999 · 
2000 · 
2001 · 
2002 · 
2003 · 
2004 · 
2005 · 
2006 · 
2007 · 
2008 · 
2009 · 
2010 · 
2011 ·
2012 · 
2013 ·
2014 ·
2015 ·
2016 ·
2017 ·
2018 ·
2019 ·
2020 · 
2021 · 
2022 · 
2023 · 
2024 · 
2025